# Нечуйвітер сизий
Нечуйвітер сизий (Hieracium caesium) — вид рослин з родини айстрових (Asteraceae), поширений у Європі від Франції й Ірландії до Уралу.

## Поширення
Поширений у Європі від Франції й Ірландії до Уралу.